# Rechnergestütztes Betriebsleitsystem

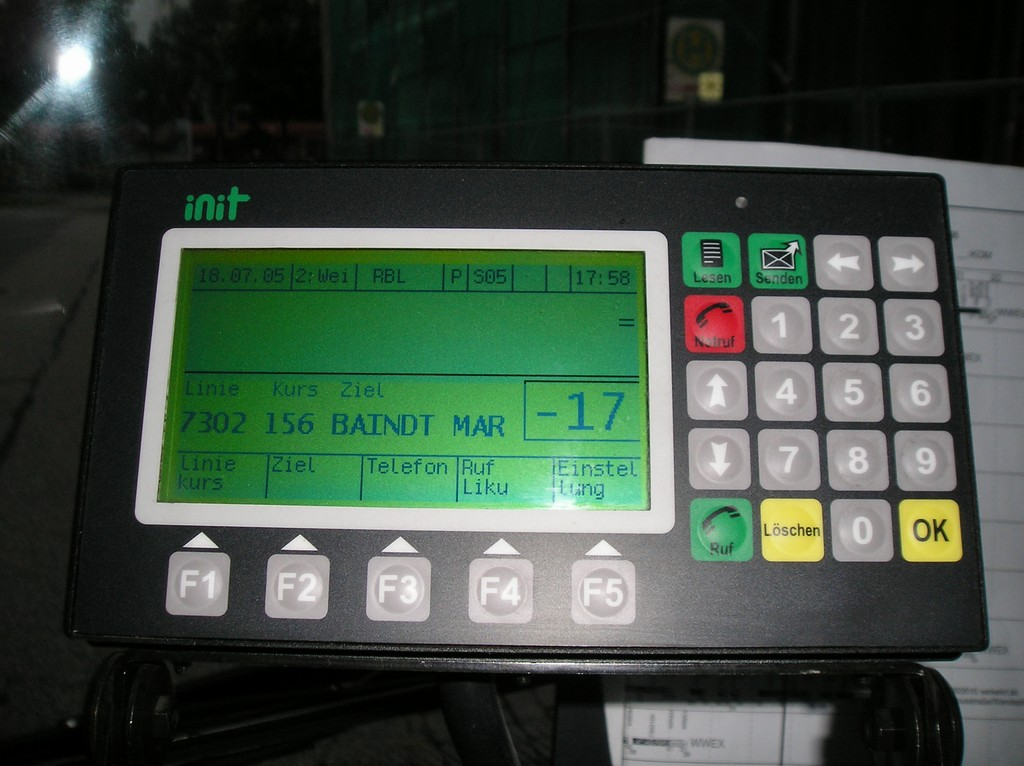
Älteres Bordrechner-Bedienteil des Herstellers init

Ein rechnergestütztes Betriebsleitsystem (ITCS Intermodal Transport Control System) ist ein im ÖPNV benutztes Rechnerverbund-System, das für vielfältige Aufgaben verwendet werden kann. Im Jahr 2005 wurde der Begriff RBL durch ITCS ersetzt. Im Englischen ist der Begriff  CAD/AVL (Computer Aided Dispatch/Automatic Vehicle Location) oder auch AVLS (Automatic Vehicle Location System) gebräuchlich.
Mit dem ITCS werden hauptsächlich folgende Bereiche gesteuert: Informations- und Kommunikationsmöglichkeit zwischen Fahrzeug und Leitstelle, rechnergestützter Fahrbetrieb, Fahrgastinformation in Zügen und Bussen und an Haltestellen, über Mobilfunk und Internet, die so genannte dynamische Fahrgastinformation.

## Kernfunktionalität der Zentrale
Der Kern eines jeden ITCS ist die zentrale Serversoftware. Dieser sammelt alle anfallenden Betriebsdaten, vergleicht diese mit den ursprünglichen Planungsdaten und reagiert in gewissen Grenzen selbstständig auf die jeweilige Betriebssituation.

### Kommunikation zwischen Fahrzeugen, Zentrale und Leitstelle
Das ITCS organisiert die gesamte Kommunikation mit der Leitstelle und den Fahrzeugen. Dies betrifft sowohl die Sprache (Funkgespräche) als auch eine Vielzahl von Daten. Vielfach werden hierfür noch analoge Betriebs- und Bündelfunksysteme verwendet. Zunehmend werden aber auch digitale Funksysteme (z. B. TETRA oder Tetrapol) und öffentliche Mobilfunksysteme (GSM) genutzt.

#### Sprachkommunikation
Mittels Sprache werden vor allem betriebliche Informationen und Anweisungen von der Leitstelle gegeben, die Fahrer übermitteln ihrerseits Informationen zum Beispiel über die Verkehrslage oder auch Fundsachen an die Leitstelle. Dabei besteht für die Leitstelle auch die Möglichkeit, gleichzeitig mehrere Fahrzeuge im Gruppenruf anzusprechen. So ist es möglich, nur die Fahrer einer Linie mit Informationen zu versorgen.

#### Datenkommunikation
Im Wesentlichen werden die Standortdaten der Fahrzeuge per Datenfunk übermittelt. Darüber hinaus werden auch einfache Informationen und Anweisungen wie „Anschluss mit Linie 123“ oder Störungsmeldungen übertragen.

### Standortverfolgung
Von den Fahrzeugen wird der Zentrale in regelmäßigen Abständen der aktuelle Standort übermittelt. Hierbei gibt es zwei grundlegende Ortungsvarianten und eine Kombination aus beiden:

#### Logische Ortung
Öffentlicher Personennahverkehr ist üblicherweise als Linienverkehr organisiert. Das heißt, ausgehend von einem definierten Anfangspunkt wird eine definierte Strecke abgefahren. Somit reicht es aus, ausgehend von dem definierten Anfangspunkt die aktuell zurückgelegte Strecke zu erfassen und an die Zentrale zu übermitteln. Dabei ist nur eine geringe Datenmenge, nämlich der aktuell zurückgelegte Weg, zu übertragen. Das kommt insbesondere den alten schmalbandigen analogen Datenfunksystemen entgegen. Die Genauigkeit wird durch den Abgleich mit Haltestellenortsinformationen (Türfreigabe wird erkannt) erhöht. Mit diesem Verfahren ist es jedoch nur schwer möglich, Abweichungen vom Linienweg zu erfassen. Deswegen zeigen sich bei Änderungen der Fahrwege Systemengpässe.

#### Physikalische Ortung

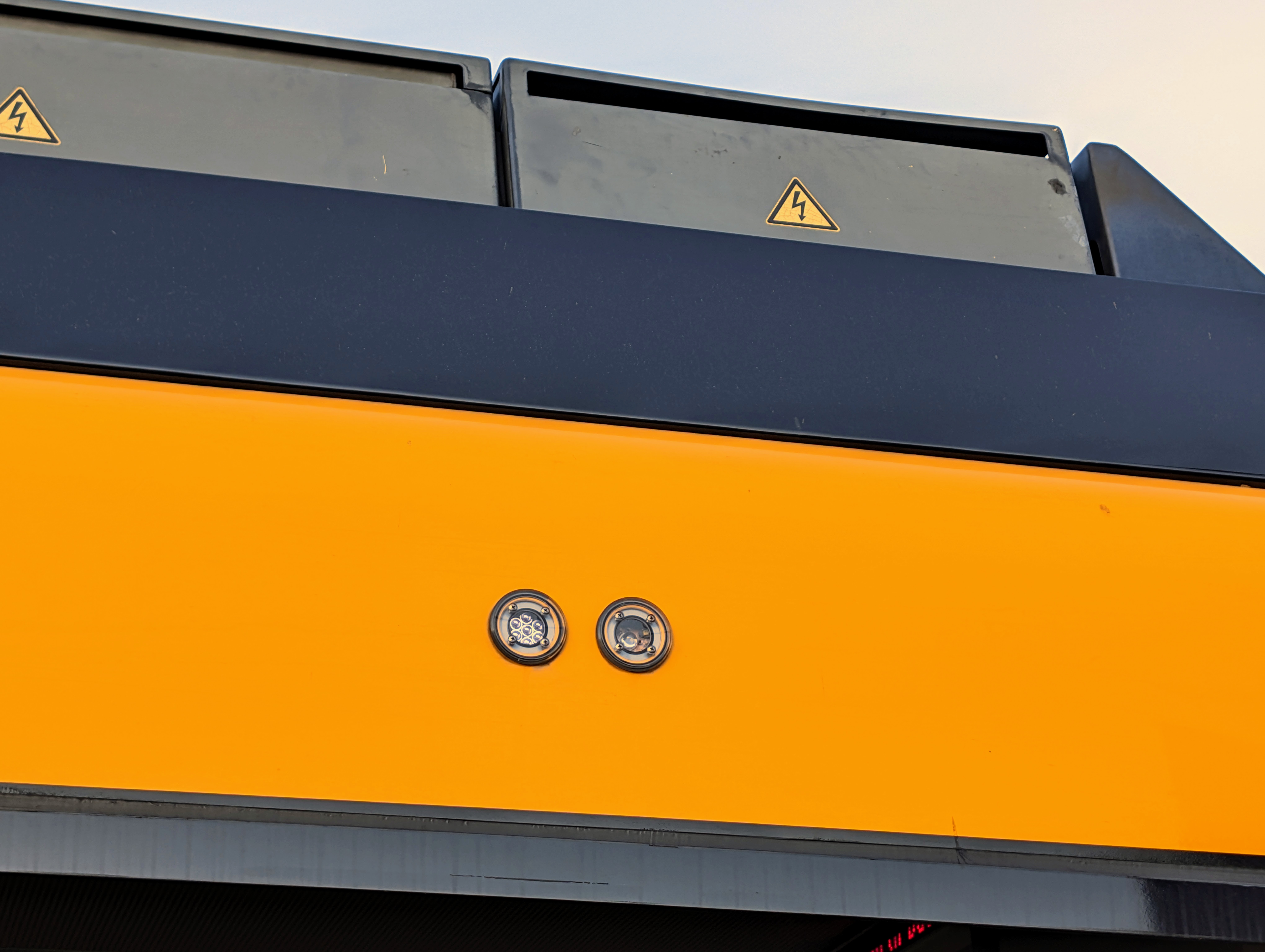
Ortungssensoren an einem GT8-100D/2S-M

Die Fahrzeuge bestimmen ihren Standort anhand eines öffentlichen Positionierungssystems wie GPS oder Ortsbaken (per Infrarot oder induktiv über Koppelspulen – historisch gab es auch Magnetbaken im Gleis) im Streckenverlauf. Die hierbei anfallende Datenmenge ist größer als bei der logischen Ortung und stellt somit höhere Anforderungen an die Kommunikationssysteme, erfasst aber auch Abweichungen vom Linienverlauf. Jedoch ist die Ortung in schwierigen Situationen wie in Tunneln und bei enger städtischer Bebauung nicht durchgängig gegeben.

#### Kombination von logischer und physikalischer Ortung
Um die Nachteile beider zuvor genannten Verfahren zu kompensieren, wird im modernen ITCS eine Kombination aus beiden Varianten eingesetzt.

### Bestimmung der Fahrplanlage
Ausgehend von den Plandaten erfolgt mit den tatsächlichen Standortdaten ein Vergleich, um die aktuelle Abweichung des Fahrplans eines jeden Fahrzeuges zu bestimmen. Die Fahrplanabweichung wird in der Regel mit einer Genauigkeit hinab bis zu 30 Sekunden bestimmt. Diese Genauigkeit ist ausreichend, lediglich in U-Bahn-Systemen ist abhängig von der Netzkonfiguration eine Genauigkeit von bis zu zehn Sekunden erforderlich.

### Automatische Betriebsführung
Anhand der gewonnenen Daten wird eine Vielzahl von Funktionen automatisch durchgeführt. Als Beispiel sei die Anschlusssicherung genannt. Lediglich bei der Überschreitung gewisser Grenzwerte, wie zum Beispiel bei großer Verspätung, erfolgt eine Meldung auf dem Arbeitsplatz des zuständigen Disponenten. Dieser kann dann betriebliche Entscheidungen treffen und dispositive Maßnahmen einleiten.

## Informations- und Kommunikationsmöglichkeit zwischen Fahrzeug und Leitstelle
Durch das ITCS besteht eine ständige Kommunikations- und Informationsmöglichkeit zwischen dem Fahrzeugführer und der zuständigen Leitstelle. GPS oder Infrarotbaken entlang der Strecke ermöglichen eine Standortbestimmung, sodass sowohl der Fahrer als auch die Leitstelle ständig über die aktuelle Position und eine eventuelle Fahrplanabweichung des Fahrzeugs informiert sind.
Die Leitstelle erhält so die Möglichkeit, gehäuft auftretende Verspätungen im Computersystem zu erkennen, z. B. bei erhöhtem Verkehrsaufkommen oder bei einem Unfall. Anhand dieser Informationen kann die Leitstelle Umleitungen einrichten und die Fahrer dementsprechend instruieren. Auch kann die Leitstelle die Fahrer per ITCS dazu auffordern, an bestimmten Haltestellen Anschlüsse auf andere Linien zu sichern.
Prinzipiell ermöglicht das ITCS nicht nur die verbale Kommunikation zwischen Fahrer und Leitstelle per Funk, sondern auch die Möglichkeit über Textmeldungen (z. B. „Anschlusssicherung“), die dann auf dem Fahrerdisplay erscheinen.

## Rechnergestützter Fahrbetrieb
Wenn der Verlauf von Strecken (insbesondere bei Straßenbahnen und U-Bahnen) bereits im ITCS gespeichert ist, so kann das ITCS selbstständig per Funk Weichen stellen und Signalfreigaben anfordern. Auch bei Bussen kann sich so das ITCS an Ampelkreuzungen anmelden, um durch eine ÖPNV-Bevorrechtigung bzw. grüne Welle bessere Fahrplantreue, sicheren Anschluss oder schnellere Reisegeschwindigkeit zu ermöglichen.

## Fahrgastinformation in Zügen und Bussen
Die gespeicherten Informationen im ITCS können auch dazu genutzt werden, Fahrgäste akustisch und optisch (über Displays oder Bildschirme) über die kommende Haltestelle und etwaige Umsteigemöglichkeiten zu informieren.
Dabei sind im Bordrechner die jeweiligen Sprach- und Textinformationen digital gespeichert und können jederzeit abgerufen werden. Alternativ können zusätzliche Informationen angesagt werden, etwa wenn die Fahrroute wegen eines Unfalls vom üblichen Weg abweicht oder Schienenersatzverkehr verkehrt.

## Fahrgastinformation an Haltestellen, über Mobilfunk und Internet
Schließlich können über das ITCS auch Fahrgäste an Haltestellen über dynamische Fahrgastinformationsanzeiger und über Mobilfunk und Internet aktuell über die jeweiligen Abfahrten informiert werden. Dabei greift das ITCS nicht nur auf die regulären Fahrplandaten zurück, sondern passt die tatsächliche Abfahrtszeit dynamisch der jeweiligen Situation an, indem es die vom jeweiligen Fahrzeug an die Leitstelle gesendeten Standortinformationen interpretiert.
Haltestellenanzeiger eignen sich außerdem dazu, Fahrgäste über unvorhergesehene oder kommende Änderungen über Lauftexte schnell zu informieren.

## Vom RBL zum ITCS
War das RBL zu Beginn noch ein isoliertes System, wurde es im Laufe der Zeit mit immer mehr Systemen verknüpft und dadurch zu einer zentralen Datendrehscheibe. Um diesem Umstand gerecht zu werden und die Wünsche einiger Teile der Industrie nach einem international vermarktbaren Begriff zu erfüllen, wurde im Jahr 2005 durch eine Arbeitsgruppe des Verbands Deutscher Verkehrsunternehmen (VDV) der Begriff des RBL durch ITCS (Intermodal Transport Control System) ersetzt.
Diese Entscheidung bietet aber einige Ansatzpunkte für Kritik. Einerseits sind viele RBL-Systeme gar nicht intermodal, weil nur wenige Systeme tatsächlich mehrere Verkehrsträger steuern (z. B. Straßenbahn und Bus). Andererseits besteht Verwechslungsgefahr bei der deutschen Aussprache der Abkürzung ITCS mit der englischen Aussprache von ETCS, dem European Train Control System. Dabei können beide Begriffe durchaus in einem Kontext erscheinen. Außerdem handelt es sich beim RBL um einen bereits jahrzehntelang eingeführten Begriff.
Deshalb ist das rechnergestützte Betriebsleitsystem als Begriff heute noch geläufig.